# Fudai daimyō

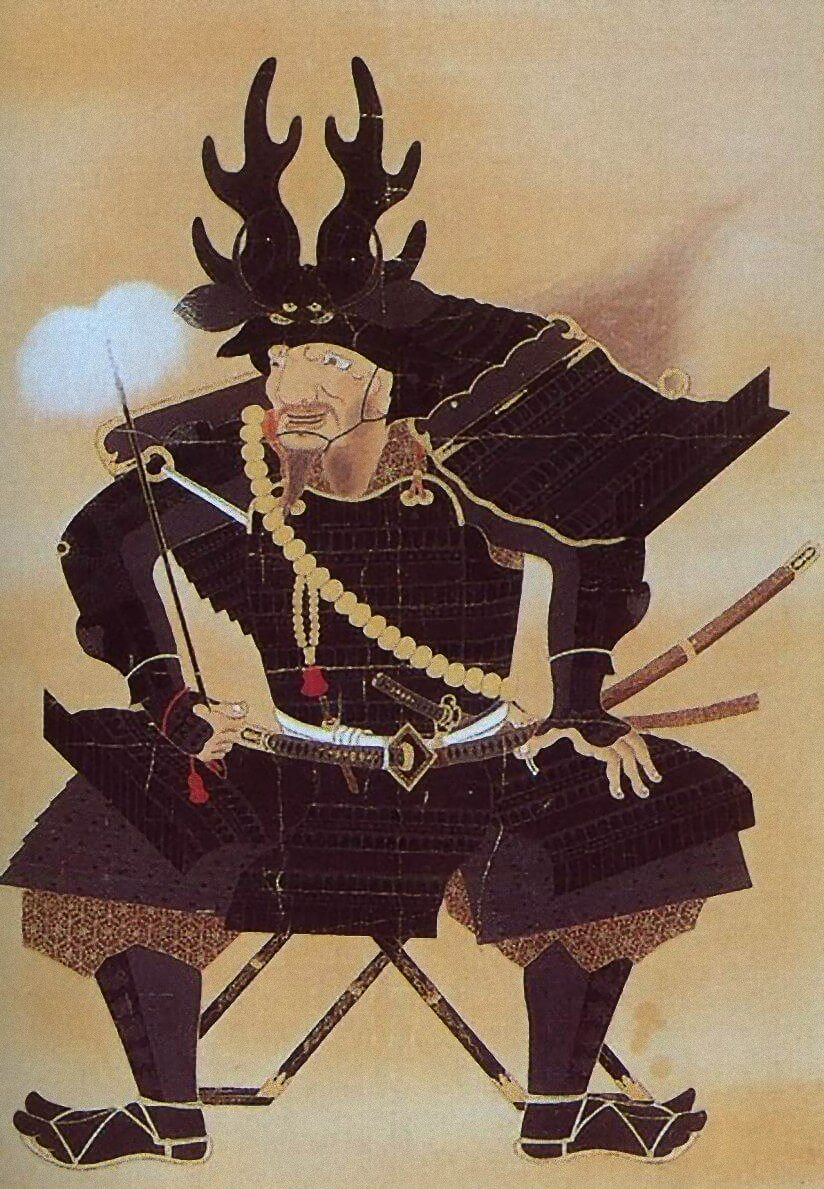
Honda Tadakatsu, un célèbre fudai daimyō du début de l'époque d'Edo.

Les fudai daimyō (譜代大名, fudai daimyō) constituent une classe de daimyos qui sont vassaux héréditaires des Tokugawa durant l'époque d'Edo du Japon. Ce sont essentiellement ces fudai qui occupaient les rangs de l'administration Tokugawa.

## Origines
Nombre des familles qui forment les rangs des fudai daimyō ont servi le clan Tokugawa avant son ascension à la primauté nationale. Parmi ces familles se trouvent les Honda, les Sakai, les Sakakibara, les Ii, les Itakura et les Mizumo. Les « Quatre Grands Généraux » de Tokugawa Ieyasu — Honda Tadakatsu, Sakakibara Yasumasa, Sakai Tadatsugu et Ii Naomasa — sont tous des fudai de l'avant époque d'Edo et deviennent des fudai daimyō. En outre, certaines branches du clan Matsudaira (dont est originaire le clan Tokugawa), tout en conservant leur nom « Matsudaira », sont des fudai.

## Durant l'époque d'Edo
Alors que Tokugawa Ieyasu accède au pouvoir au XVIe siècle, ses domaines ne cessent de s'étendre et, au fur et à mesure de cette extension, il commence à  en distribuer à ses vassaux de telle sorte que, l'un après l'autre, nombre d'entre eux deviennent daimyos. C'est la naissance de la classe des fudai daimyō.
Contrairement aux tozama, les fudai dirigent des fiefs considérés généralement petits, dont un grand nombre dans des endroits stratégiques le long des routes principales ou dans la région de Kantō, près du quartier général du shogunat à Edo. Les postes élevés au sein du shogunat, tels que rōjū et wakadoshiyori, reviennent habituellement aux fudai. De plus, le poste de kyoto shoshidai va presque toujours à un fudai daimyō.
Les autres clans qui ne sont pas des obligés des Tokugawa d'avant l'époque Azuchi Momoyama finissent par compter au nombre des fudai : le clan Ogasawara et le clan Doi par exemple.
De temps en temps, une famille peut être élevée au statut de fudai ou au contraire en être déchue. Le clan Matsudaira par exemple, auquel appartient Matsudaira Sadanobu, passe du statut de « maison fudai » à celui de shimpan daimyō, c'est-à-dire personnellement proche de la famille Tokugawa. Par ailleurs, un hatamoto dont le revenu augmente jusqu'à dépasser les 10 000 koku devient fudai daimyō.

## Lebakumatsuet au-delà

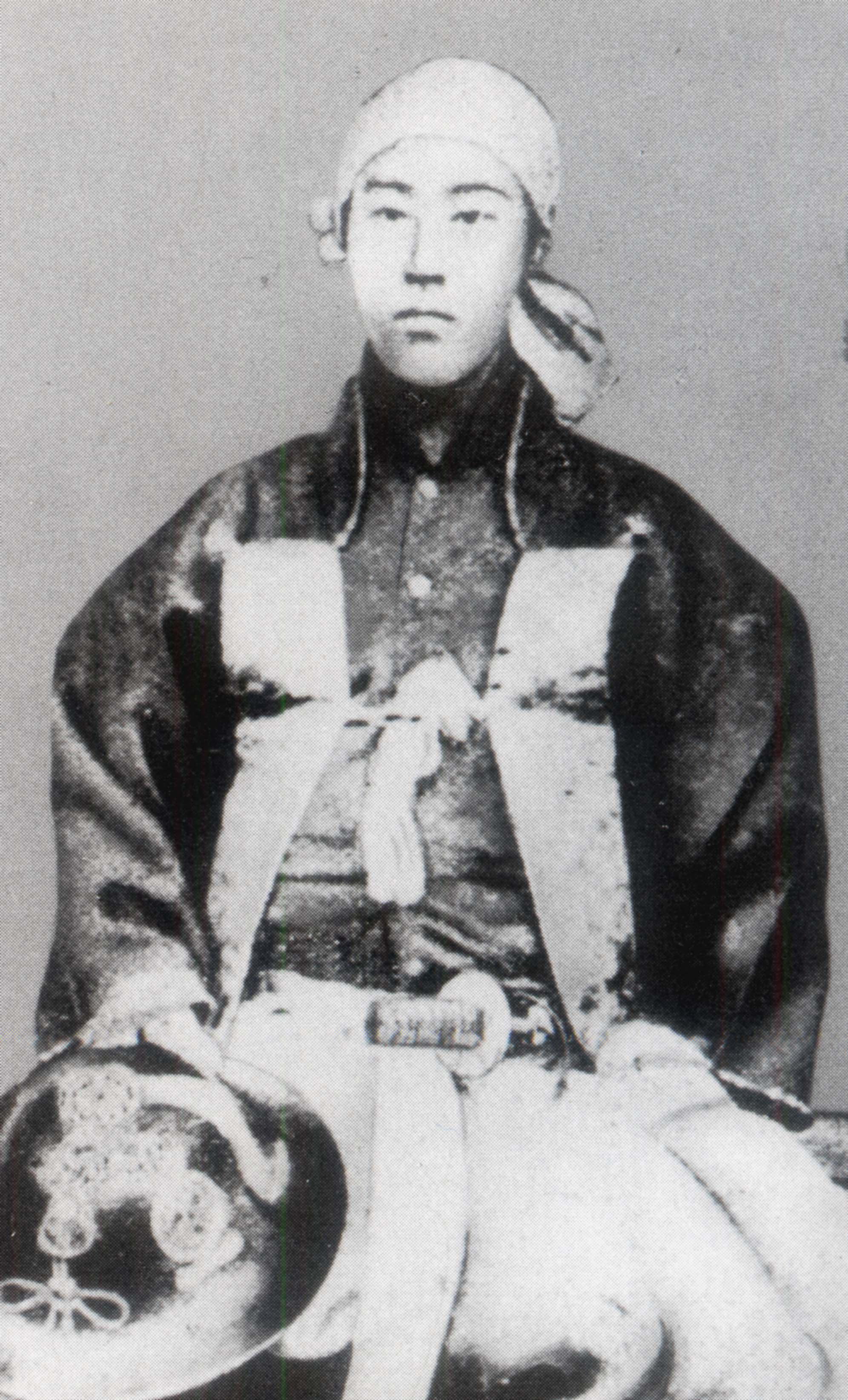
Hayashi Tadataka, renommé fudai daimyō de la période du bakumatsu.

Beaucoup de fudai daimyō participent à l'intense activité politique du bakumatsu, ainsi qu'au regain de militarisme qui se manifeste durant cette période. Ogasawara Nagamichi et Itakura Katsukiyo qui sont des fudai daimyō mais aussi deux des derniers rōjū, travaillent activement pour la réforme et le renforcement du shogunat alors affaibli. D'autres, tel Matsudaira Munehide, s'investissent dans la diplomatie et les affaires étrangères.
Durant la guerre de Boshin de 1868-1869, quelques « maisons fudai », telles que les Toda du domaine d'Ōgaki et les Tōdō du domaine de Tsu, se rangent du côté du shogunat lors de la première bataille à Toba-Fushimi. Cependant, après la défaite du shogunat, de nombreuses « familles fudai » ne suivent pas le shogunat ou l'ancienne armée du shogun qui se déplace vers le nord et, par la suite, y installe la république d'Ezo. Certaines restent neutres, tandis que d'autres (comme les daimyos des domaines d'Ōgaki et de Tsu) renversent leurs alliances et soutiennent ouvertement l'armée impériale japonaise.
Ogasawara Nagamichi et Itakura Katsukiyo conduisent de petits groupes de leurs obligés pendant les combats contre les forces impériales. Cependant, leurs domaines sont déjà occupés par l'armée impériale et sont contraints de participer à la guerre au nom de l'armée impériale. Seul un fudai daimyō, Hayashi Tadataka, du domaine de Jōzai, quitte volontairement son domaine au début de 1868, et mène l'essentiel des forces de ses obligés dans la lutte contre l'armée impériale pour le compte des armées de l'ancien shogun. En outre, une poignée de fudai, tout au nord, fait partie du Ōuetsu Reppan Dōmei, lutte pour l'Alliance du nord mais pas pour le shogun maintenant à la retraite.
La plupart des fudai abordent paisiblement l'ère Meiji et dirigent leurs domaines jusqu'à l'abolition du système han en 1871. Après cela, les membres des anciennes familles de fudai daimyō deviennent pairs au sein du nouveau système nobiliaire japonais, le kazoku.